# 岡山県道360号万善美作線
岡山県道360号万善美作線（おかやまけんどう360ごう まんぜんみまさかせん）は、岡山県美作市を通る一般県道である。

## 概要
美作市万善と美作市北原を結ぶ。

### 路線データ
- 起点：美作市万善（岡山県道46号和気笹目作東線交点）
- 終点：美作市北原（国道179号交点、岡山県道359号樫村金屋線終点）
- 総延長：7.47 km

## 歴史
- 1960年（昭和35年）3月18日 - 岡山県告示第335号により認定される。
- 1972年（昭和47年） - 岡山県の県道番号再編（固定番号制導入）により現行の路線番号および名称に変更される。
- 2005年（平成17年）3月31日 - 英田郡のうちの英田町・大原町・作東町・美作町・東粟倉村・勝田郡勝田町が対等合併して美作市が発足したことに伴い全区間が美作市域のみを通る路線になり、併せて起終点の地名表記が変更される。

## 路線状況
狭い山道になっており、幅員制限（2 m）と重量制限（4 t）がかけられている。大型車の通行は困難である。
沿線には大原川ダムの計画があったが、2002年（平成14年）に計画が撤回された。このため、改良が積極的に進められる見込みは今のところない。

## 地理

### 通過する自治体
- 美作市

### 交差する道路
| 交差する道路                      | 交差する場所 | 交差する場所 |
| --------------------------------- | ------------ | ------------ |
| 岡山県道46号和気笹目作東線        | 万善         | 起点         |
| 国道179号 岡山県道359号樫村金屋線 | 北原         | 終点         |

### 沿線
- 吉野川